# Ray Fearon
Ray Fearon, född 1 juni 1967 i London, är en brittisk skådespelare. 
Fearon var ett av åtta barn och var juniorproffs i tennis i sina tidiga tonår. Han har spelat roller i Coronation Street (som Nathan Harding) och Harry Potter och de vises sten (som kentauren Firenze). 

## Film och TV i urval
| Film                            | År   |
| ------------------------------- | ---- |
| Hamlet                          | 1996 |
| En julsaga                      | 2000 |
| Harry Potter och de vises sten  | 2001 |
| Outside the Rules               | 2002 |
| The As If Series                | 2002 |
| Walking on Water                | 2003 |
| Alpha Male                      | 2003 |
| Coronation Street (TV-serie)    | 2005 |
| Hamilton - I nationens intresse | 2012 |